# Plectris apicalis
Plectris apicalis är en skalbaggsart som beskrevs av Moser 1921. Plectris apicalis ingår i släktet Plectris och familjen Melolonthidae. Inga underarter finns listade i Catalogue of Life.